# Pterorhinus mitratus
Pterorhinus mitratus là một loài chim trong họ Leiothrichidae.
Loài chim này được tìm thấy ở Sumatra (Indonesia) và Bán đảo Thái-Mã Lai.
Môi trường sống tự nhiên của loài này là vùng đất thấp ẩm nhiệt đới hoặc cận nhiệt đới và rừng ẩm nhiệt đới hoặc cận nhiệt đới. Trước đây loài này được coi là một phân loài.
Pterorhinus mitratus trước đây được xếp vào chi Garrulaxnhưng sau khi công bố một nghiên cứu phát sinh loài phân tử toàn diện vào năm 2018, nó đã được chuyển sang chi hồi sinh Pterorhinus.

## Hình ảnh

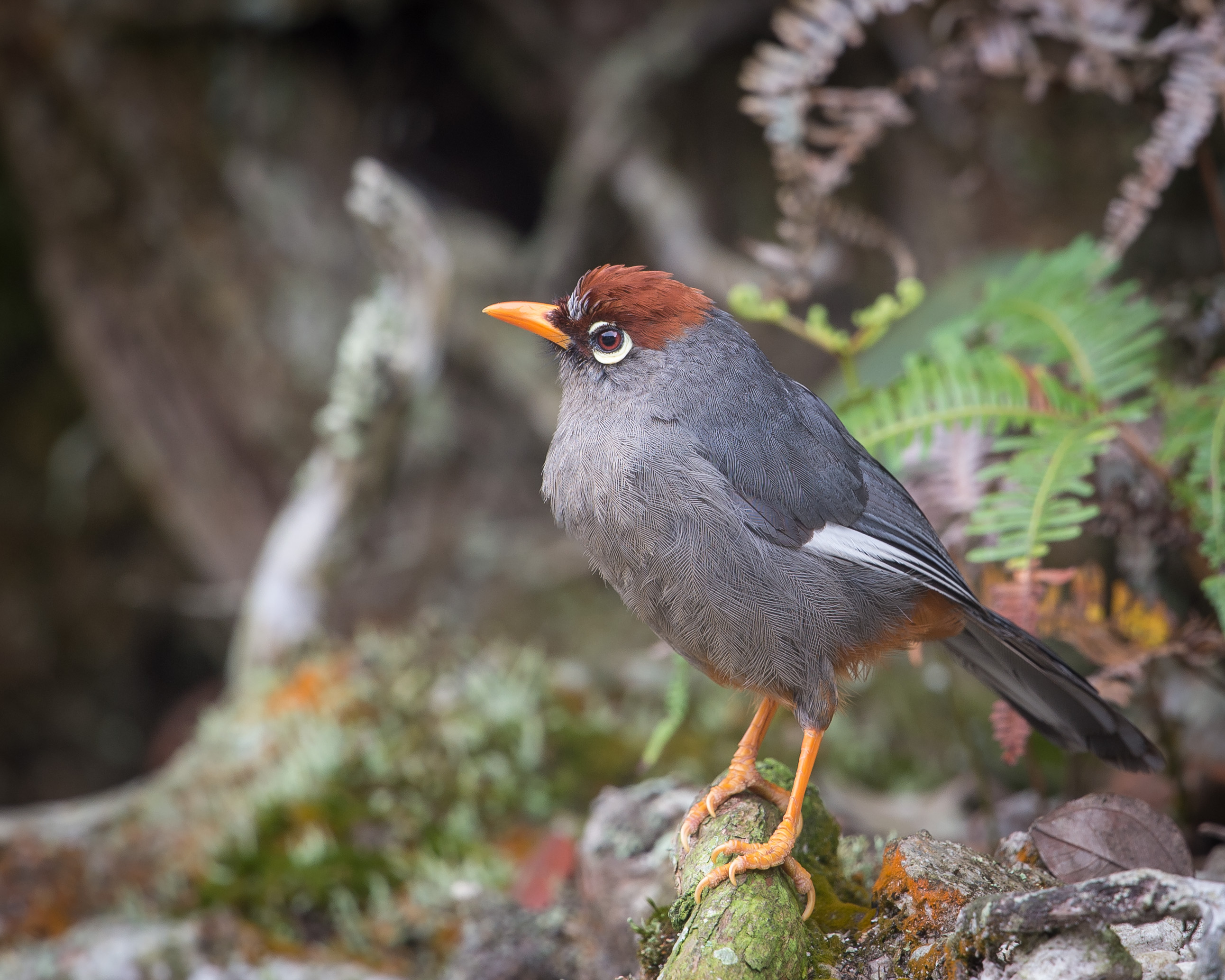
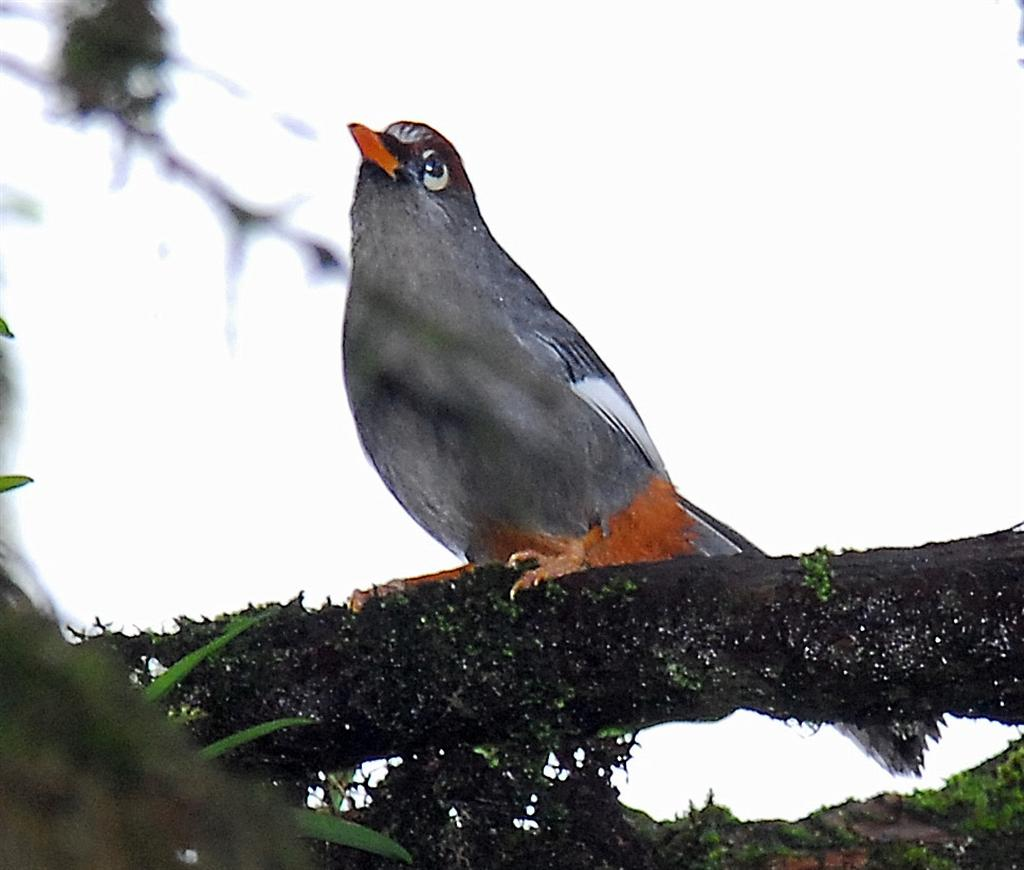